# Hylemera nivea
Hylemera nivea là một loài bướm đêm trong họ Geometridae.